# Active Server Pages
Active Server Pages (ASP) ist eine von Microsoft entwickelte serverseitige Anwendung, die statische Webseiten generiert. Dazu kann eine der Skriptsprachen JScript, Perl, PerlScript oder VBScript genutzt werden.
ASP hat ähnliche Funktionen wie CFM, JSP, Perl, PerlScript oder PHP.

## Geschichte
ASP 1.0 („Classic ASP“) wurde 1996 von Microsoft als Teil von Internet Information Services (IIS) 3.0 und als Nachfolger von SSI veröffentlicht. 1997 erschien Version 2.0 als Teil von IIS 4.0, 2000 wurde Version 3.0 als Teil von 5.0 und als letzte Version veröffentlicht. In Version 3.0 wurden mehrere Funktionen hinzugefügt, auch wurde die Geschwindigkeit verbessert.
ASP wird von Microsoft nicht mehr weiterentwickelt. ASP.NET hat ASP 2002 mit dem Erscheinen des .NET Frameworks abgelöst.
Mittlerweile gibt es verschiedene Portierungen für den Apache HTTP Server, diese Portierungen haben jedoch nicht die gleichen Funktionen wie das IIS ASP, zum Beispiel wird aktuell nur Perl als Skriptsprache unterstützt.

## Hallo-Welt-Programm in Classic ASP
Das folgende ASP-Programm in VBScript gibt Hallo, Welt! auf dem Bildschirm aus:
```
<%

  
' Ausgabe auf dem Bildschirm

  
Response
.
Write
 
"Hallo, Welt!"

%>

```